# Койкары
Ко́йкары (карел. Koikari, Koivukari, дословно как Березовый порог) — деревня в составе Гирвасского сельского поселения Кондопожского района Республики Карелия Российской Федерации. Расположена на восточном берегу озера Лавалампи.

## Население
Численность населения в 1905 году составляла 329 человек.
| 2002 | 2009 | 2010 | 2013 |
| ---- | ---- | ---- | ---- |
| 11   | ↘8   | ↘4   | ↘2   |

## Достопримечательности
В деревне находится памятник истории — дом, в котором родился и до 1927 года жил Герой Советского Союза Алексей Николаевич Афанасьев (1916—1968).
В деревне родился поэт, переводчик Фёдор Трофимович Исаков (1918—1941).
Здесь существовала церковь Великомученика Георгия.